# Phyllogomphoides imperator
Phyllogomphoides imperator är en trollsländeart som beskrevs av Belle 1976. Phyllogomphoides imperator ingår i släktet Phyllogomphoides och familjen flodtrollsländor. Inga underarter finns listade i Catalogue of Life.